# Säkularinstitut
Ein Säkularinstitut, auch Weltinstitut oder Weltgemeinschaft, ist neben der Ordensgemeinschaft die zweite Form für ein Institut des geweihten Lebens. Im Unterschied zu den Ordensgemeinschaften leben die Mitglieder von Säkularinstituten überwiegend in der Welt, nicht im Kloster.

## Geschichte
Eine der ersten Formen eines Säkularinstituts stellte die 1535 von Angela Merici gegründete „Compagnia di Sant'Orsola“, dar. Die ersten Ursulinen lebten bei ihren Familien und trafen sich zu Gottesdiensten und religiöser Bildung. Sie trugen noch keinen Habit und bemühten sich um ein Leben nach dem Evangelium. Ihre Gründerin verfasste die erste Regel für die Gemeinschaft. Anfang des 17. Jahrhunderts wandelten sich die Ursulinen jedoch zu einem klausurierten Orden.
Mit der apostolischen Konstitution Provida mater ecclesia (2. Februar 1947) von Papst Pius XII. (1939–1958) wurde die Form der Säkularinstitute zum ersten Mal kirchenrechtlich geregelt. Als erstes Säkularinstitut päpstlichen Rechts wurde am 16. Juni 1950 das Opus Dei anerkannt (seit dem 28. November 1982 hat dieses die Rechtsform der Personalprälatur) -
Papst Paul VI. (1963–1978) bezeichnete die Säkularinstitute später als „Versuchslaboratorien, in denen die Kirche die konkreten Möglichkeiten ihrer Beziehung zur Welt testet“.
Mit dem Dekret Perfectae caritatis (28. Oktober 1965) über die zeitgemäße Erneuerung des Ordenslebens wurden einige Regelungen, die das Leben der Ordensgemeinschaften betreffen, überarbeitet. Ziel war es, das Leben in den Gemeinschaften an die 

„[…] körperlichen und seelischen Voraussetzungen der Menschen von heute anzupassen, aber auch – soweit die Eigenart des Instituts es verlangt – den Erfordernissen des Apostolats, den Ansprüchen der Kultur, der sozialen und wirtschaftlichen Umwelt zu entsprechen […]“

Dies führte in der Folge unter anderem auch zur Gründung von Sakulärinstituten, deren Mitglieder sich äußerlich oft nicht von den Menschen in ihrer Umgebung unterscheiden und die nach dem Prinzip des Sauerteigs wirken, „der gutes Brot für alle hervorbringen kann“.
Der CIC von 1983 unterscheidet unter den Instituten des geweihten Lebens (573-606  CIC) zwischen den Ordensinstituten (607-709  CIC) und den Säkularinstituten (710-730  CIC).

## Lebensform
Säkularinstitute zählen zu den Formen des geweihten Lebens. Die Laien oder Kleriker des Instituts schließen sich zu einem gemeinsamen Leben zusammen, um ihr Leben aus dem Evangelium heraus zu gestalten und missionarisch zu wirken. Deshalb leben sie meist nicht in einem Kloster, sondern in Wohnungen, gehen einem Beruf nach, pflegen soziale Kontakte und sind ehrenamtlich in Gesellschaft und Kirche tätig. Im CIC ist festgelegt: 

„Ein Säkularinstitut ist ein Institut des geweihten Lebens, in welchem in der Welt lebende Gläubige nach Vollkommenheit der Liebe streben und sich bemühen, zur Heiligung der Welt, vor allem von innen her, beizutragen.“

Wie bei Ordensinstituten gibt es gemeinschaftseigene Regeln (Statuten), die von den Mitgliedern festgelegt und vom zuständigen Diözesanbischof genehmigt werden. Dies können Versprechen auf Zeit oder aber Gelübde nach den evangelischen Räten der Armut, der Ehelosigkeit und des Gehorsam sein, die zunächst auf Zeit, dann für das ganze Leben abgelegt werden. Andere, bei Ordensgemeinschaften verbreitete Elemente, wie eine gemeinsame Tracht, werden nur von manchen Säkularinstituten übernommen. Es gibt Säkularinstitute, in denen nur Frauen, nur Männer oder nur Priester aufgenommen werden. Es gibt aber auch mehrere Säkularinstitute, die einander ergänzende Teile einer geistlichen Bewegung bilden, wie zum Beispiel in der Schönstatt-Bewegung.

## Organisation
In Deutschland sind die Säkularinstitute in der Arbeitsgemeinschaft der Säkularinstitute in Deutschland e. V. mit Sitz in Vallendar vertreten. Der Arbeitsgemeinschaft sind derzeit 34 deutsche und internationale (mit Niederlassungen in Deutschland) Säkularinstitute angeschlossen. Die Arbeitsgemeinschaft ist durch ihre Leitung bei der Weltkonferenz der Säkularinstitute vertreten. Die Arbeitsgemeinschaft der österreichischen Säkularinstitute wurde nach dem Zweiten Vatikanischen Konzil auf Anregung von Franz Kardinal König (1905–2004) gegründet. Sie ist der Österreichischen Bischofskonferenz zugeteilt und bildet das Verbindungsglied zwischen den Säkularinstituten und der römisch-katholischen Kirche in Österreich. Die Arbeitsgemeinschaft hat ihren Sitz in Wien und vertritt die zehn ihr angeschlossenen Institute.
Die Weltkonferenz der Säkularinstitute (Conference Mondiale des Instituts Seculiers, CMIS) wurde 1972 gegründet und 1974 vom Heiligen Stuhl approbiert. Aus ihren Reihen wird der "Weltrat der Säkularinstitute" gewählt; dieser organisiert weltweit die Zusammenarbeit zwischen den Säkularinstituten. Zu diesem Zweck fördert die CMIS die Kontakte und intensiviert den Erfahrungsaustausch. Die Konferenz arbeitet auch mit anderen Vereinen und Organisationen auf nationalen und internationalen Ebenen zusammen. Auf der Basis der Dokumente des Heiligen Stuhls organisiert sie Studien und Forschungsprogramme, welche die Erfahrungen der Säkularinstitute berücksichtigen. Gleichzeitig ist die CMIS Fürsprecher und Partner zum Päpstlichen Dikasterium für die Institute geweihten Lebens und für die Gesellschaften apostolischen Lebens. Der Weltrat hat seinen Hauptsitz in Rom und vertritt die Belange von etwa 32 350 Mitglieder (davon 26 580 Frauen, 569 Männer, 3980 Priester und 1260 Sonstige Mitglieder).
An der Generalversammlung vom 25. bis 28. Juli 2012 in Assisi nahmen 350 Generalverantwortliche oder deren Delegierte teil. Der neugewählte Weltrat setzt sich aus neun Mitgliedern aus Österreich, Frankreich, Spanien, Italien, der Slowakei und Indien zusammen. Zur Präsidentin wurde die Französin Nadége Védie gewählt, die Generalobere des Säkularinstituts Notre Dame du Travail ist.